# Fort Vermilion 173B
Fort Vermilion 173B är ett reservat i Kanada.   Det ligger i provinsen Alberta, i den centrala delen av landet, 3 100 km väster om huvudstaden Ottawa.
Trakten runt Fort Vermilion 173B består till största delen av jordbruksmark. Trakten runt Fort Vermilion 173B är nära nog obefolkad, med mindre än två invånare per kvadratkilometer.